# سلوبودن دیمیتریویچ
سلوبودن دیمیتریویچ (کرواتی: Slobodan Dimitrijević؛ ۲۰ آوریل ۱۹۴۱ – ۴ دسامبر ۱۹۹۹) بازیگر، و بازیگر تلویزیون اهل کرواسی بود. وی بین سال‌های ۱۹۶۱ تا ۱۹۹۹ میلادی فعالیت می‌کرد.
از فیلم‌ها یا برنامه‌های تلویزیونی که وی در آن نقش داشته‌است می‌توان به شاهزاده نفت، دوئل در غروب آفتاب، مصلح، هذیان، و روزنامه‌نگار اشاره کرد.